# Nicéphore II Orsini
Nicéphore II Orsini (grec: Νικηφόρος Β΄ Ορσίνι ou Δούκας, Nikēphoros II Orsini ou Doukas), (mort en 1359). Despote d’Épire de 1335 à 1337 puis Despote d'Épire de 1356 à 1359.

## Origine familiale
Nicéphore Orsini est le fils de Giovanni II Orsini et de son épouse Anne Palaiologina, une fille de Andronikos Palaiologos, lui-même petit-fils du despote Michel II Komnenos Doukas Angelos.

## Un règne troublé
En 1335, sa mère Anne Palaiologina empoisonne son père et assume la régence pour son compte. Elle envoie des émissaires à Constantinople, précisant qu’elle était prête à reconnaître l’autorité de l’Empire byzantin.
En 1337, des troubles éclatent dans la région de Berat et de Kanina du fait d’incursions des montagnards albanais.
L’empereur Andronic III et son lieutenant Jean Cantacuzène arrivent dans le nord de l’Épire avec une troupe composée en partie de 2000 mercenaires turcs. Cette dernière ramène le calme en tuant ou réduisant en esclavage des milliers d’Albanais. L’empereur met à profit cette situation pour exiger la soumission sans réserve de l’Épire. La régente doit accepter et elle est emmenée à Thessalonique avec deux de ses filles encore enfants.
Pendant ce temps, des membres de l’aristocratie épirote enlèvent et conduisent le jeune Nicéphore II à Tarente à la cour de Catherine de Valois-Courtenay sous la protection de la Maison capétienne d'Anjou-Sicile. En 1338, lorsque l’impératrice latine titulaire de Constantinople décide de rejoindre la Morée pour faire valoir ses droits, elle incite les épirotes à se soulever en faveur de leur prince légitime.
À la fin de l’année 1339, Nicéphore II débarque en Épire et tente de s’imposer. Mais l’armée byzantine obtient la soumission de la région et le jeune Nicéphore II est abandonné par ses alliés aux Grecs à la fin de la campagne en novembre 1340. Nicéphore II est élevé à la dignité de « panhypersebastos » et fiancé à Marie, une fille de Jean Cantacuzène.
À la mort de l’empereur Andronic III, les Serbes et les Albanais mettent à profit la situation troublée de l’empire byzantin pour envahir l’Épire. Jean VI Cantacuzène, qui réussit à s’imposer comme empereur, accorde à son gendre la dignité de « despote » et le renvoie dans ses états. Cette manœuvre est inutile, car le pays est conquis par les Serbes du tsar Stefan Uroš IV Dušan et Nicéphore II se réfugie en Thrace.
Après la mort du tsar serbe, son demi-frère Simeon Nemanjić qui avait en 1349/1350 épousé Thomaïs la fille de Jean II Orsini s’empare de l’Épire où il règne jusqu’à ce que Nicéphore II réussisse à reprendre le pouvoir au printemps 1356.
Le second règne du dernier des Orsini sera court, car il succombe dès la fin du printemps 1359 dans un combat sur les bords de l’Achélous contre les Albanais de Charles Thopia qui s’était révolté.

## Unions
Nicéphore II Orsini contracte une union :
1. Marie Cantacuzène morte après 1379

## Sources
- (en) John V.A. Fine Jr, The Late Medieval Balkans ; réédition 1994  (ISBN 0472082604)
- Donald MacGillivray Nicol, Les derniers Siècles de Byzance 1261-1453, Éditions Tallandier, coll. « Texto », 2008  (ISBN 9782847345278).